# Багмарани (Зугдидский муниципалитет)
Багмарани (груз. ბაღმარანი) — деревня в Грузии. Расположена на берегу реки Умния, на высоте 180 метров от уровня моря, в Зугдидском муниципалитете края Самегрело-Земо Сванети. Деревня расположена в 12 км от столицы края — города Зугдиди. По данным переписи 2014 года в деревни проживало 247 человека. Население края исповедует православие и являются прихожанами Зугдидский и Цаишской епархии Грузинской Православной Церкви.